# Sruth in Aghaidh an Aird
Sruth en Aghaidh an Aird ("corriente contra la altura" en irlandés), a veces llamada The Devil's Chimney, es la cascada más alta de Irlanda, con una altura de 150 metros (164 yd). Está en las montañas Dartry en el oeste de Irlanda, marcando parte de la frontera entre el condado de Sligo y el condado de Leitrim.
Fluye durante unos 200 días al año, desde el lado sur de la meseta de las montañas Darty, hacia el lago Glencar. El nombre irlandés de la cascada proviene del fenómeno en el que los vientos del sur a veces empujan el agua hacia atrás y sobre el borde del acantilado. Se ha establecido una ruta pública de senderismo que permite el acceso cerca de la base de las cataratas.
La cascada es un hito destacado, visible desde muchos kilómetros, y anteriormente marcaba el antiguo límite del túath de Cairbre Drom Cliabh, ahora el límite entre el condado de Sligo y el condado de Leitrim en la parte norte de Connacht, la provincia occidental de Irlanda.